# スタントン郡 (ネブラスカ州)
座標: 北緯41度55分 西経97度11分 / 北緯41.917度 西経97.183度
スタントン郡（英: Stanton County）は、アメリカ合衆国のネブラスカ州にある郡。人口6,129人（2010年国勢調査）。郡庁所在地はスタントン (Stanton) である。隣接するマディソン郡、ピアース郡とノーフォーク小都市圏を構成する。
ネブラスカ州のナンバープレートで、スタントン郡の車両は最初の数字が53になっている。これは1922年にナンバープレートの制度を確立した際、スタントン郡の車両登録台数が州内の郡のなかで53番目に多かったからである。

## 歴史
スタントン郡は1865年に設立され、エイブラハム・リンカーン政権で陸軍長官を務めたエドウィン・スタントンにちなみ名付けられた。

## 地理
アメリカ合衆国国勢調査局によると、この郡の総面積は1,116 km2 である。このうち1,113 km2 が陸地で、3 km2 が水域である。総面積の0.29%が水域となっている。

### 隣接する郡
- ウェイン郡（北）
- カミング郡（東）
- コルファクス郡（南）
- プラット郡（南西）
- マディソン郡（西）

## 人口動静

2000年国勢調査時の郡の人口ピラミッド

2000年の国勢調査によると、スタントン郡には6,455人、2,297世帯、及び1,784家族が暮らしている。人口密度は6/km2 (15/mi2) で、2/km2 (6/mi2) の平均的な密度に2,452軒の住居が建っている。この郡の人種の構成は白人96.72%、黒人（アフリカ系アメリカ人）0.42%、先住民0.48%、アジア系0.12%、太平洋諸島系はおらず、その他の人種1.38%、及び混血0.88%で、2.31%の人々がヒスパニックまたはラテン系である。郡の住民の55.8%がドイツ系、9.7%がチェコ系、5.6%がアイルランド系移民の子孫である。
スタントン郡に住む2,297世帯のうち、38.90%は18歳未満の子どもと暮らしており、67.50%は夫婦で生活している。7.20%は未婚の女性が世帯主であり、22.30%は家族以外の住人と同居している。19.20%は独居で、全世帯の8.10%は65歳以上の独居老人世帯である。1世帯あたりの平均人数は2.76人であり、家庭の場合は3.16人である。
郡の住民は29.80%が18歳未満の子どもで、18歳以上24歳以下が7.60%、25歳以上44歳以下が27.40%、45歳以上64歳以下が21.80%、および65歳以上が13.50%となっている。平均年齢は36歳である。女性100人に対して男性は98.40人いて、18歳以上の女性100人に対しては男性は96.40人いる。
郡の世帯ごとの平均収入は36,676米ドルで、家族ごとでは41,040米ドルである。男性の27,969米ドルに対して女性は19,428米ドルの平均的な収入がある。この郡の一人当たりの収入 (per capita income) は15,511米ドルである。総人口の6.80%、家族の5.30%は貧困線以下である。18歳未満の子どもの6.80%及び65歳以上の7.20%は貧困線以下の生活を送っている。

## 都市および村
- ピルジャー (en:Pilger, Nebraska)
- スタントン (en:Stanton, Nebraska)